# Vladislav III de Moravie
Pour les articles homonymes, voir Vladislav III.
Vladislav III de Moravie est un prince tchèque (1227-1247) qui fut margrave de Moravie de 1246 à 1247 et duc titulaire d'Autriche 1246 à 1247.

## Biographie
Fils du roi de Bohême Venceslas Ier et de son épouse Cunégonde de Souabe, il est nommé par son père margrave de Moravie en 1246. Il épouse le 1er avril 1246 Gertrude de Babenberg (1228-1288/1299), fille d'Henri d'Autriche duc de Mödling  mort en 1228, avec qui il était fiancé depuis 1239. Elle était devenue l'héritière de son oncle paternel Frédéric le Querelleur, tué dans un combat contre les Hongrois le 15 juin 1246. Ce mariage ouvre des perspectives d'expansion vers l'Autriche qui sont brutalement interrompues par la mort sans descendance de Vladislav, le 3 janvier 1247.